# Liste der Landtagswahlkreise in Hessen
Die Liste der Landtagswahlkreise in Hessen listet alle Wahlkreise zur Wahl des Hessischen Landtags auf.

## Aktuell

Wahlkreise zur Landtagswahl 2023

Wahlkreise zur Landtagswahl 2018

Karte der hessischen Wahlkreise 2005 bis 2017

Dem Hessischen Landtag gehören 110 Abgeordnete an. Hiervon werden 55 über Landeslisten und weitere 55 in Wahlkreisen gewählt. Der Wahlkreiskandidat mit relativer Mehrheit ist jeweils gewählt. Jeder Wahlkreiskandidat verfügt über einen Stellvertreter. Scheidet der direkt gewählte Kandidat aus, so folgt ihm sein Stellvertreter. Scheidet auch dieser aus, so rückt der nächste noch nicht berufene Bewerber der Landesliste seiner Partei nach. Das Landtagswahlgesetz sieht Ausgleichsmandate vor, wenn Überhangmandate auftreten, um eine proportionale Sitzverteilung gemäß der Landesstimmen sicherzustellen.
Die Wahlkreise sind in der Anlage zu § 7 des hessischen Landtagswahlgesetzes festgelegt. Die Nummerierung erfolgt von Norden nach Süden.
2017 wurde ins Landtagswahlgesetz eine Bestimmung eingefügt, nach der die Zahl der deutschen Einwohner jedes Wahlkreises höchstens 25 Prozent vom Durchschnitt aller Wahlkreise abweichen darf. Zugleich wurden 16 Wahlkreise neu abgegrenzt, um diese Bestimmung einzuhalten. Die Oppositionsfraktionen im Landtag kritisierten, dass Wahlkreise trotz der Änderungen mehr als 25 Prozent vom Durchschnitt abweichen könnten, da der Reform ein veralteter Bevölkerungsstand von 2015 zugrunde gelegen habe. Im März 2018 wurde bekannt, dass der Wahlkreis Frankfurt am Main I eine Abweichung von mehr 25 Prozent nach unten aufweist. Die dortige Bevölkerung war von der Stadt Frankfurt falsch berechnet worden. Der Staatsgerichtshof des Landes Hessen entschied am 9. Mai 2018, dass der Wahlkreis 34 (Frankfurt am Main I) neu abgegrenzt werden muss. In der Folge schlug die Stadt Frankfurt vor, einen Teil des Stadtteils Schwanheim aus dem Wahlkreis 37 dem Wahlkreis 34 zuzuschlagen. Der Landtag verabschiedete eine entsprechende Gesetzesänderung, die am 30. Juni 2018 in Kraft trat.
Im April 2022 trat das dritte Gesetz zur Änderung des Landtagswahlgesetzes in Kraft.
| Nr. | Wahlkreis              | Gebiet |
| --- | ---------------------- | --- |
| 1   | Kassel-Land I          | Landkreis Kassel: Bad Karlshafen, Breuna, Calden, Espenau, Fuldatal, Grebenstein, Habichtswald, Hofgeismar, Immenhausen, Liebenau, Reinhardshagen, Trendelburg, Wesertal, Wolfhagen, Zierenberg, Gutsbezirk Reinhardswald Bis 2022: Bad Emstal (jetzt Wahlkreis 7)                                                                     |
| 2   | Kassel-Land II         | Landkreis Kassel: Ahnatal, Baunatal, Fuldabrück, Kaufungen, Lohfelden, Niestetal, Söhrewald, Vellmar Bis 2017: Nieste (jetzt Wahlkreis 9) Bis 2022: Helsa (jetzt Wahlkreis 9), Schauenburg (jetzt Wahlkreis 7) |
| 3   | Kassel-Stadt I         | Kreisfreie Stadt Kassel: Ortsbezirke 3 West, 4 Wehlheiden, 5 Bad Wilhelmshöhe, 6 Brasselsberg, 7 Süsterfeld/Helleböhn, 8 Harleshausen, 9 Kirchditmold, 20 Oberzwehren, 21 Nordshausen, 22 Jungfernkopf der Stadt Kassel |
| 4   | Kassel-Stadt II        | Kreisfreie Stadt Kassel: Ortsbezirke 1 Mitte, 2 Südstadt, 10 Rothenditmold, 11 Nord (Holland), 12 Philippinenhof-Warteberg, 13 Fasanenhof, 14 Wesertor, 15 Wolfsanger/Hasenhecke, 16 Bettenhausen, 17 Forstfeld, 18 Waldau, 19 Niederzwehren, 23 Unterneustadt der Stadt Kassel                                                        |
| 5   | Waldeck-Frankenberg I  | Landkreis Waldeck-Frankenberg: Bad Arolsen, Diemelsee, Diemelstadt, Edertal, Korbach, Lichtenfels, Twistetal, Volkmarsen, Waldeck, Willingen (Upland) Landkreis Kassel: Naumburg |
| 6   | Waldeck-Frankenberg II | Landkreis Waldeck-Frankenberg: Allendorf (Eder), Bad Wildungen, Battenberg (Eder), Bromskirchen (ab 2022), Burgwald, Frankenau, Frankenberg (Eder), Gemünden (Wohra), Haina (Kloster), Hatzfeld (Eder), Rosenthal, Vöhl |
| 7   | Schwalm-Eder I         | Schwalm-Eder-Kreis: Edermünde, Felsberg, Fritzlar, Gudensberg, Guxhagen, Körle, Malsfeld, Melsungen, Morschen, Niedenstein, Spangenberg, Wabern (alle Schwalm-Eder-Kreis) Landkreis Kassel: Bad Elmstal (bis 2022 Wahlkreis 1), Schauenburg (bis 2022 Wahlkreis 2)                                                                     |
| 8   | Schwalm-Eder II        | Schwalm-Eder-Kreis: Bad Zwesten, Borken (Hessen), Frielendorf, Gilserberg, Homberg (Efze), Jesberg, Knüllwald, Neuental, Neukirchen, Oberaula, Ottrau, Schrecksbach, Schwalmstadt, Schwarzenborn, Willingshausen |
| 9   | Eschwege-Witzenhausen  | Werra-Meißner-Kreis: Eschwege, Großalmerode, Hessisch Lichtenau, Meinhard, Neu-Eichenberg, Bad Sooden-Allendorf, Wanfried, Witzenhausen Landkreis Kassel: Nieste (bis 2017 Wahlkreis 2), Helsa (bis 2022 Wahlkreis 2) |
| 10  | Rotenburg              | Werra-Meißner-Kreis: Berkatal (bis 2022 Wahlkreis 9), Herleshausen, Meißner, Ringgau, Sontra, Waldkappel, Wehretal, Weißenborn Landkreis Hersfeld-Rotenburg: Alheim, Bebra, Cornberg, Ludwigsau (bis 2017 Wahlkreis 11), Nentershausen, Neuenstein (bis 2022 Wahlkreis 11), Ronshausen, Rotenburg an der Fulda, Wildeck                |
| 11  | Hersfeld               | Landkreis Hersfeld-Rotenburg: Bad Hersfeld, Breitenbach a. Herzberg, Friedewald, Hauneck, Haunetal, Heringen (Werra), Hohenroda, Kirchheim, Niederaula, Philippsthal (Werra), Schenklengsfeld Landkreis Fulda: Burghaun (bis 2022 Wahlkreis 14), Eiterfeld (bis 2017 Wahlkreis 14), Rasdorf (bis 2022 Wahlkreis 14)                    |
| 12  | Marburg-Biedenkopf I   | Landkreis Marburg-Biedenkopf: Angelburg, Bad Endbach, Biedenkopf, Breidenbach, Cölbe, Dautphetal, Ebsdorfergrund, Fronhausen, Gladenbach, Lahntal, Lohra, Münchhausen, Rauschenberg (bis 2022 Wahlkreis 13), Steffenberg, Weimar, Wetter (Hessen), Wohratal (bis 2022 Wahlkreis 13)                                                    |
| 13  | Marburg-Biedenkopf II  | Landkreis Marburg-Biedenkopf: Amöneburg, Kirchhain, Marburg, Neustadt (Hessen), Stadtallendorf (alle Landkreis Marburg-Biedenkopf) |
| 14  | Fulda I                | Landkreis Fulda: Bad Salzschlirf, Fulda, Großenlüder, Hünfeld, Nüsttal |
| 15  | Fulda II               | Landkreis Fulda: Dipperz, Ebersburg, Ehrenberg (Rhön), Eichenzell, Flieden, Gersfeld (Rhön), Hilders, Hofbieber, Hosenfeld, Kalbach, Künzell, Neuhof, Petersberg, Poppenhausen (Wasserkuppe), Tann (Rhön) |
| 16  | Lahn-Dill I            | Lahn-Dill-Kreis: Bischoffen, Breitscheid, Dietzhölztal, Dillenburg, Driedorf, Ehringshausen, Eschenburg, Greifenstein, Haiger, Herborn, Mittenaar, Siegbach, Sinn |
| 17  | Lahn-Dill II           | Lahn-Dill-Kreis: Aßlar, Braunfels, Hohenahr, Hüttenberg, Lahnau, Leun, Schöffengrund, Solms, Wetzlar |
| 18  | Gießen I               | Landkreis Gießen: Biebertal, Gießen, Heuchelheim, Lollar, Wettenberg |
| 19  | Gießen II              | Landkreis Gießen: Allendorf (Lumda), Buseck, Fernwald (ab 2017), Grünberg, Hungen, Langgöns, Lich, Linden, Pohlheim, Reiskirchen, Staufenberg (bis 2022 Wahlkreis 18) |
| 20  | Vogelsberg             | Vogelsbergkreis: Alsfeld, Antrifttal, Feldatal, Freiensteinau, Gemünden (Felda), Grebenau, Grebenhain, Herbstein, Homberg (Ohm), Kirtorf, Lauterbach, Lautertal (Vogelsberg), Mücke, Romrod, Schlitz, Schotten, Schwalmtal, Ulrichstein, Wartenberg Landkreis Gießen: Laubach (bis 2017 Wahlkreis 19), Rabenau (bis 2022 Wahlkreis 19) |
| 21  | Limburg-Weilburg I     | Landkreis Limburg-Weilburg: Brechen, Dornburg, Elbtal, Elz, Hadamar, Hünfelden, Limburg an der Lahn, Waldbrunn (Westerwald) |
| 22  | Limburg-Weilburg II    | Landkreis Limburg-Weilburg: Beselich, Bad Camberg, Löhnberg, Mengerskirchen, Merenberg, Runkel, Selters (Taunus), Villmar, Weilburg, Weilmünster, Weinbach Lahn-Dill-Kreis: Waldsolms (bis 2022 Wahlkreis 17) |
| 23  | Hochtaunus I           | Hochtaunuskreis: Bad Homburg vor der Höhe, Friedrichsdorf, Grävenwiesbach, Neu-Anspach, Usingen, Wehrheim |
| 24  | Hochtaunus II          | Hochtaunuskreis: Glashütten, Königstein im Taunus, Kronberg im Taunus, Oberursel (Taunus), Schmitten, Steinbach (Taunus), Weilrod |
| 25  | Wetterau I             | Wetteraukreis: Bad Vilbel, Friedberg (Hessen), Karben, Niddatal, Rosbach vor der Höhe, Wöllstadt |
| 26  | Wetterau II            | Wetteraukreis: Altenstadt, Büdingen, Gedern, Glauburg, Hirzenhain, Kefenrod, Limeshain, Nidda, Ortenberg, Ranstadt Main-Kinzig-Kreis: Wächtersbach (bis 2022 Wahlkreis 42), Gründau (bis 2022 Wahlkreis 40), Ronneburg (bis 2022 Wahlkreis 40)                                                                                         |
| 27  | Wetterau III           | Wetteraukreis: Bad Nauheim, Butzbach, Echzell, Florstadt (bis 2022 Wahlkreis 26), Münzenberg, Ober-Mörlen, Reichelsheim (Wetterau), Rockenberg, Wölfersheim |
| 28  | Rheingau-Taunus I      | Rheingau-Taunus-Kreis: Bad Schwalbach, Eltville am Rhein, Geisenheim, Heidenrod (bis 2017 Wahlkreis 29), Kiedrich, Lorch, Oestrich-Winkel, Rüdesheim am Rhein, Schlangenbad, Walluf |
| 29  | Rheingau-Taunus II     | Rheingau-Taunus-Kreis: Aarbergen, Hohenstein, Hünstetten, Idstein, Niedernhausen, Taunusstein, Waldems (alle Rheingau-Taunus-Kreis) |
| 30  | Wiesbaden I            | Stadt Wiesbaden: Ortsbezirke Mitte, Nordost, Rheingauviertel, Westend, Dotzheim, Frauenstein, Klarenthal, Rambach (bis 2022 Wahlkreis 31), Schierstein, Sonnenberg (bis 2022 Wahlkreis 31) |
| 31  | Wiesbaden II           | Stadt Wiesbaden: Ortsbezirke Amöneburg, Auringen, Biebrich, Bierstadt, Breckenheim, Delkenheim, Erbenheim, Heßloch, Igstadt, Kastel, Kloppenheim, Kostheim, Medenbach, Naurod, Nordenstadt, Südost (bis 2022 Wahlkreis 30) |
| 32  | Main-Taunus I          | Main-Taunus-Kreis: Bad Soden am Taunus, Eppstein, Eschborn, Kelkheim (Taunus), Liederbach am Taunus, Schwalbach am Taunus, Sulzbach (Taunus) |
| 33  | Main-Taunus II         | Main-Taunus-Kreis: Flörsheim am Main, Hattersheim am Main, Hochheim am Main, Hofheim am Taunus, Kriftel |
| 34  | Frankfurt am Main I    | Stadt Frankfurt am Main: Griesheim, Gutleutviertel (bis 2022 Wahlkreis 36), Höchst, Nied, Sindlingen, Sossenheim, Unterliederbach, Zeilsheim, Stadtbezirk 531 des Ortsteils Schwanheim (bis 2017 Wahlkreis 37) |
| 35  | Frankfurt am Main II   | Stadt Frankfurt am Main: Ortsteile Bockenheim, Hausen, Heddernheim, Niederursel, Praunheim, Rödelheim |
| 36  | Frankfurt am Main III  | Stadt Frankfurt am Main: Ortsteile Altstadt, Bahnhofsviertel, Dornbusch, Eckenheim (bis 2022 Wahlkreis 39), Eschersheim, Gallus, Ginnheim, Innenstadt und Westend-Nord, Westend-Süd |
| 37  | Frankfurt am Main IV   | Stadt Frankfurt am Main: Ortsteile Flughafen, Niederrad, Oberrad, Sachsenhausen-Nord und Süd, Schwanheim (seit 2017 ohne Stadtbezirk 531, jetzt Wahlkreis 34) |
| 38  | Frankfurt am Main V    | Stadt Frankfurt am Main: Ortsteile Bornheim, Nordend und Ostend |
| 39  | Frankfurt am Main VI   | Stadt Frankfurt am Main: Ortsteile Bergen-Enkheim, Berkersheim, Bonames, Eckenheim, Fechenheim, Frankfurter Berg, Harheim, Kalbach-Riedberg, Nieder-Erlenbach, Nieder-Eschbach, Preungesheim, Riederwald, Seckbach |
| 40  | Main-Kinzig I          | Main-Kinzig-Kreis: Bruchköbel, Erlensee (bis 2022 Wahlkreis 41), Freigericht, Hammersbach, Hasselroth, Langenselbold, Neuberg, Nidderau, Rodenbach, Schöneck |
| 41  | Main-Kinzig II         | Main-Kinzig-Kreis: Großkrotzenburg, Hanau, Maintal, Niederdorfelden (bis 2017 Wahlkreis 40) |
| 42  | Main-Kinzig III        | Main-Kinzig-Kreis: Bad Orb, Bad Soden-Salmünster, Biebergemünd, Birstein, Brachttal, Flörsbachtal, Gelnhausen, Jossgrund, Linsengericht, Schlüchtern, Sinntal, Steinau an der Straße, Gutsbezirk Spessart |
| 43  | Offenbach-Stadt        | Offenbach am Main |
| 44  | Offenbach Land I       | Landkreis Offenbach: Dreieich, Egelsbach, Langen, Neu-Isenburg |
| 45  | Offenbach Land II      | Landkreis Offenbach: Dietzenbach, Heusenstamm, Mühlheim am Main, Obertshausen |
| 46  | Offenbach Land III     | Landkreis Offenbach: Hainburg, Mainhausen, Rodgau, Rödermark, Seligenstadt |
| 47  | Groß-Gerau I           | Landkreis Groß-Gerau: Bischofsheim, Ginsheim-Gustavsburg, Kelsterbach, Nauheim, Raunheim, Rüsselsheim |
| 48  | Groß-Gerau II          | Landkreis Groß-Gerau: Biebesheim am Rhein, Büttelborn, Gernsheim, Groß-Gerau, Mörfelden-Walldorf, Riedstadt, Stockstadt am Rhein, Trebur |
| 49  | Darmstadt-Stadt I      | Darmstadt ohne die südlichen Stadtteile (statistische Bezirke 110 bis 340, 610 bis 640, 810, 820, 910 und 920) |
| 50  | Darmstadt-Stadt II     | Darmstadt: südliche Stadtteile (statistische Bezirke 410 bis 540 und 710 bis 750) Landkreis Darmstadt-Dieburg: Groß-Bieberau (bis 2022 Wahlkreis 52), Fischbachtal (bis 2022 Wahlkreis 52) Modautal, Mühltal, Ober-Ramstadt, Reinheim (bis 2022 Wahlkreis 52), Roßdorf                                                                 |
| 51  | Darmstadt-Dieburg I    | Landkreis Darmstadt-Dieburg: Alsbach-Hähnlein, Bickenbach, Erzhausen, Griesheim, Pfungstadt, Seeheim-Jugenheim, Weiterstadt |
| 52  | Darmstadt-Dieburg II   | Landkreis Darmstadt-Dieburg: Babenhausen, Dieburg, Eppertshausen, Groß-Umstadt, Groß-Zimmern, Messel (bis 2022 Wahlkreis 51), Münster (Hessen), Otzberg, Schaafheim |
| 53  | Odenwald               | Odenwaldkreis: alle Gemeinden Landkreis Bergstraße: Hirschhorn (Neckar), Neckarsteinach, Wald-Michelbach (alle bis 2022 Wahlkreis 55) |
| 54  | Bergstraße I           | Landkreis Bergstraße: Biblis, Bürstadt, Heppenheim (Bergstraße), Lampertheim, Lorsch, Viernheim bis 2017 außerdem Groß-Rohrheim (jetzt Wahlkreis 55) |
| 55  | Bergstraße II          | Landkreis Bergstraße: Abtsteinach, Bensheim, Birkenau, Einhausen (bis 2022 Wahlkreis 54), Fürth (Odenwald), Gorxheimertal, Grasellenbach, Groß-Rohrheim (bis 2017 Wahlkreis 54), Lautertal (Odenwald), Lindenfels, Mörlenbach, Rimbach, Zwingenberg                                                                                    |

## Geschichte
Seit 1970 bestehen 55 Wahlkreise. Die heutige Wahlkreiseinteilung geht größtenteils auf eine Änderung des Landeswahlgesetzes durch Gesetz vom 18. September 1980 (GVBl. I S. 325) zurück, die am 1. Januar 1983 in Kraft getreten ist. 2005 wurde die Zahl der Wahlkreise in Wiesbaden um einen reduziert, im Wetteraukreis ein zusätzlicher Wahlkreis gebildet und der Zuschnitt der Wahlkreise in den Landkreisen Gießen und Kassel geändert. Dennoch weichen die Größen der Wahlkreise um bis zu 33 % voneinander ab. Der hessische Staatsgerichtshof hat dies 2004 für rechtmäßig erklärt.
Bis zur Landtagswahl 1987 hatten die Wähler nur eine Stimme, die zur Ermittlung sowohl des Wahlkreisergebnisses als auch des Landesergebnisses herangezogen wurde. Eine wesentliche Änderung des Wahlrechts erfolgte 1988 auf Druck der FDP mit der Einführung von Erst- und Zweitstimmen.

### Liste der Wahlkreise zwischen 1950 und 1966
Zwischen der Landtagswahl 1950 und der Landtagswahl 1966 bestanden in Hessen 48 Wahlkreise. Diese Regelung wurde durch das hessische Landtagswahlgesetz vom 18. September 1950 eingeführt.
| Nr. | Gebiet                                                        |  | Nr. | Gebiet                                                      |
| --- | ------------------------------------------------------------- |  | --- | ----------------------------------------------------------- |
| 1   | Landkreis Hofgeismar, Teile des Landkreises Kassel            |  | 2   | Landkreis Wolfhagen, Teile des Landkreises Kassel           |
| 3   | Landkreis Waldeck                                             |  | 4   | Teile von Kassel                                            |
| 5   | Teile von Kassel                                              |  | 6   | Landkreis Melsungen, Landkreis Witzenhausen                 |
| 7   | Landkreis Eschwege, Teile des Landkreises Rotenburg (Fulda)   |  | 8   | Landkreis Hersfeld, Teile des Landkreises Rotenburg (Fulda) |
| 9   | Landkreis Fritzlar-Homberg                                    |  | 10  | Landkreis Frankenberg, Landkreis Ziegenhain                 |
| 11  | Landkreis Biedenkopf, Teile von Landkreis Marburg             |  | 12  | Marburg an der Lahn, Teile von Landkreis Marburg            |
| 13  | Landkreis Schlüchtern, Teile des Landkreises Fulda            |  | 14  | Fulda, Teile des Landkreises Fulda                          |
| 15  | Landkreis Hünfeld, Landkreis Lauterbach                       |  | 16  | Dillkreis                                                   |
| 17  | Teile des Landkreises Wetzlar                                 |  | 18  | Oberlahnkreis, Teile des Landkreises Wetzlar                |
| 19  | Gießen, Teile des Landkreises Gießen                          |  | 20  | Landkreis Alsfeld, Teile des Landkreises Gießen             |
| 21  | Landkreis Limburg                                             |  | 22  | Landkreis Usingen, Teile des Landkreises Friedberg          |
| 23  | Teile des Landkreises Friedberg                               |  | 24  | Rheingaukreis, Untertaunuskreis                             |
| 25  | Teile von Wiesbaden                                           |  | 26  | Teile von Wiesbaden                                         |
| 27  | Teile von Wiesbaden                                           |  | 28  | Main-Taunus-Kreis                                           |
| 29  | Obertaunuskreis                                               |  | 30  | Teile von Frankfurt am Main                                 |
| 31  | Teile von Frankfurt am Main                                   |  | 32  | Teile von Frankfurt am Main                                 |
| 33  | Teile von Frankfurt am Main                                   |  | 34  | Teile von Frankfurt am Main                                 |
| 35  | Teile von Frankfurt am Main                                   |  | 36  | Landkreis Hanau                                             |
| 37  | Landkreis Gelnhausen                                          |  | 38  | Landkreis Büdingen                                          |
| 39  | Offenbach                                                     |  | 40  | Hanau, Teile von Landkreis Offenbach                        |
| 41  | Teile von Landkreis Offenbach, Teile vom Landkreis Groß-Gerau |  | 42  | Teile vom Landkreis Groß-Gerau                              |
| 43  | Darmstadt                                                     |  | 44  | Landkreis Darmstadt                                         |
| 45  | Landkreis Dieburg                                             |  | 46  | Landkreis Erbach                                            |
| 47  | Teile des Landkreis Bergstraße                                |  | 48  | Teile des Landkreises Bergstraße                            |

### Liste der Wahlkreise bei der Landtagswahl 1946
Für die Landtagswahl in Hessen 1946 wurden 15 (wesentlich größere) Wahlkreise gebildet, innerhalb derer jeweils mehrere Kandidaten gewählt wurden.
| Nr.  | Gebiet                                                                       |      | Nr.                                                                                          | Gebiet |
| ---- | ---------------------------------------------------------------------------- | ---- | -------------------------------------------------------------------------------------------- | ------ |
| I    | Darmstadt, Landkreis Darmstadt, Landkreis Groß-Gerau                         | II   | Offenbach, Landkreis Offenbach, Landkreis Dieburg                                            |        |
| III  | Landkreis Bergstraße, Landkreis Erbach                                       | IV   | Gießen, Landkreis Gießen, Landkreis Alsfeld, Landkreis Lauterbach                            |        |
| V    | Landkreis Büdingen, Landkreis Friedberg                                      | VI   | Kassel, Landkreis Kassel, Landkreis Hofgeismar                                               |        |
| VII  | Landkreis Fritzlar-Homberg, Landkreis Waldeck, Landkreis Wolfhagen           | VIII | Landkreis Eschwege, Landkreis Melsungen, Landkreis Rotenburg (Fulda), Landkreis Witzenhausen |        |
| IX   | Marburg, Landkreis Marburg, Landkreis Frankenberg, Landkreis Ziegenhain      | X    | Fulda, Landkreis Fulda, Landkreis Hersfeld, Landkreis Hünfeld                                |        |
| XI   | Frankfurt am Main                                                            | XII  | Hanau, Landkreis Hanau, Landkreis Gelnhausen, Landkreis Schlüchtern                          |        |
| XIII | Wiesbaden, Rheingaukreis, Untertaunuskreis                                   | XIV  | Main-Taunus-Kreis, Obertaunuskreis, Landkreis Limburg, Landkreis Usingen                     |        |
| XV   | Landkreis Biedenkopf, Landkreis Dillenburg, Oberlahnkreis, Landkreis Wetzlar |      |                                                                                              |        |